# 二羥丙酮磷酸
二羥丙酮磷酸（英語：Dihydroxyacetone phosphate；DHAP）是一種生物化學分子，參與多種反應途徑，包括卡爾文循環等多種植物生理代謝，以及糖解作用。

## 糖解作用
在糖解作用裡，DHAP是果糖-1,6-雙磷酸分解後的兩種產物之一（另一種是甘油醛-3-磷酸），而且會在產生之後不久經由一個可逆反應轉變成為甘油醛-3-磷酸。